# Историјски гласник
Историјски гласник је историјски часопис на српском језику који издаје Историјско друштво Србије. 
Излази од 1948. године до данас са два прекида (1968. и 1990-1992. године), мада је 1993. изашао двоброј за 1990-1992. годину. Гласник је основан као орган Историјског друштва Србије. У почетку излази као четвороброј, а од 1969. године као двоброј. Први уреднички одбор су сачињавали: Стеван Белић (одговорни уредник), Војислав Буљановић, Михаило Динић, Арпад Лебл, Виктор Новак, Георгије Острогорски и Душан Перовић. Главни уредници часописа били су Иван Божић (1951), Драгослав Јанковић (1954), Душан Перовић (1956), Бранко Павићевић (1960), Богумил Храбак (1963), Андреј Митровић (1969), Василије Крестић (1973) и од 1976. године Раде Михаљчић.
Основа на којој је Гласник био конципиран било је објављивање чланака из историје „југословенских народа и њихових односа са осталим словенским народима, из историје словенских народа и из опште историје, али са тежиштем на историји српског народа“. 
Часопис је био подељен у више целина: Чланци и расправе, Прилози, Историјска настава у школи, Критика и прикази, Друштва и установе, Библиографија, Саопштења. Временом су неке рубрике промениле назив или су замењене другим. Још се јављају рубрике Сведочанства, Настава историје, In memoriam. Од првог броја за 1948. годину у Гласнику се објављује текућа библиографија која је до 1992. године пратила научну продукцију са територије целе Југославије а повремено и посебно библиографија радова објављених у самом часопису. После распада СФРЈ објављује се библиографија радова објављених на територији СРЈ а повремено и ретроспективне библиографије појединих научника: С. Марковића 1 (1949), Д. Пантелића и Гргура Јакшића (1955), М. Вукићевића (1973), В. Ћоровића 1-2 (1976), Љ. Ковачевића 1-2 (1977), Д. Страњаковића 1-2 (1978), И. Божића 1-2 (1979), А. Јелачића 1-2 (1981), М. Пурковића 1-2 (1983), Ј. Милићевића 1-2 (1984), као и посебне библиографије: „Социјалистички и раднички покрет у Србији до 1918. године-прилози библиографији“ 1945-1963, 1-2 (1974), „Прилози библиографили библиографија наших научних радника“ 1-2 (1980), „Библиографија радова из области историјске методологије“ 1-2 (1985). Број 1-2 (1954) посвећен је стопедесетогодишњици Првог српског устанка. Број 1-2 (1978) посвећен је саветовању на тему„ Питање теорије и метода у истраживању историје“. Број 1-2 (1994) посвећен је преминулом професору Бранку Петрановићу. Од броја 1-2 (1976) у часопис се уводи регистар имена и географских појмова. 